# Calonico
Calonico é uma comuna da Suíça, no Cantão Tessino, com cerca de 59 habitantes. Estende-se por uma área de 3,15 km², de densidade populacional de 19 hab/km². Confina com as seguintes comunas: Anzonico, Chiggiogna, Rossura.
A língua oficial nesta comuna é o italiano.